# Kingston St Mary
Kingston St Mary är en by och en civil parish i Somerset i England. Orten har 921 invånare (2011).